# Smogorzewo (województwo wielkopolskie)
Smogorzewo – wieś w Polsce położona w województwie wielkopolskim, w powiecie gostyńskim, w gminie Piaski.

## Historia
Miejscowość pierwotnie związana była z Wielkopolską. Istnieje co najmniej od początku XIV wieku. Wymieniona została w 1305 według zachowanej kopii z 1464 jako „Smogorzewo”, 1310 „Smogorow”, 1409 „Smogorzewo”, 1493 „Szmogorzewo”, 1530 „Smogorzevo”.
Pierwszy zapis o wsi pochodzi z dokumentu wystawionego w 1310 w kancelarii księcia głogowskiego i wielkopolskiego Henryka III Głogowczyka, który ustanowił Poniec siedzibą dystryktu, a Smogorzewo znalazło się w jego granicach.
Wieś pierwotnie była własnością szlachecką należącą do wielkopolskiego rodu Smogorzewskich, którzy od nazwy wsi przyjęli odmiejscowe nazwisko, a później także do Miaskowskich, Dobczyńskich, Strzeleckich, Górzyńskich, Krzyżanowskich.  W 1463 wieś znajdowała się w powiecie kośćciańskim Korony Królestwa Polskiego. W 1510 należała do parafii Strzelce.
W 1337 Mikołaj z Gostynia nadał mieszczanom gostyńskim wszystkie wsie lokowane na prawie niemieckim w powiecie kościańskim, a w tym m.in. Smogorzewo podporządkowując je sądownictwu miejskiemu.
W latach 1409-1445 jako właściciel we wsi odnotowany został Jan Westfal, który od nazwy wsi przyjął odmiejscowe nazwisko Smogorzewski. Odnotowany został kilkukrotnie w dokumentach procesowych z pierwszej połowy XV wieku. W 1415 przedstawił on w sądzie ziemskim dokument nabycia Smogorzewa. W 1424 wraz z Mirosławem z Żukowa oraz Sobkiem z Zalesia winni byli braciom z Gołaszyna 50 grzywien. W 1425 Jan Smogorzewski toczył proces z Sędziwojem Godurowskim. Proces z nim toczył także sołtys Smogorzewa Lasota poddany Jana. W 1444 wwiązanie w dobra Jana Westfala Smogorzewskiego w Smogorzewie uzyskał Mirosław Żukowski.
W 1463 Andrzej Smogorzewski zapisał swojej żonie Annie po 50 grzywien posagu oraz wiana na swojej części Smogorzewa. W 1469 Stanisław Smogorzewski zapisał swojej żonie Annie po 80 grzywien posagu oraz wiana na połowie swych dóbr we wsi. W 1491 wdowa po nim Anna w towarzystwie brata stryjecznego Filipa Strzeleckiego oraz brata ciotecznego Ambrożego Pampowskiego skwitowała córkę Agnieszkę żonę Szymona Złotkowskiego z oprawy zapisanej jej na Smogorzewie. W 1498 Anna Smogorzewska wysłała swojego zastępcę na wyprawę turecką w poczcie Ambrożego Pampowskiego w czasie wojen polsko-tureckich.
W 1491 Agnieszka Smogorzewska żona Szymona Złotkowskiego w towarzystwie braci stryjecznych Jana i Mikołaja ze Strzelc sprzedali Ambrożemu Pampowskiemu swe dobra po ojcu w Smogorzewie w powiecie kościańskim za 350 grzywien, a nabywca dopłacił dodatkowo 200 grzywien Benedyktowi Pampowskiemu w zamian za części Pępowa i Krzekotowic. 
W 1492 Mikołaj Smogorzewski zapisał swojej żonie Annie po 100 grzywien posagu oraz wiana na połowie części Smogorzewa i Leciejewa, jakie przypadły mu w podziale majątku z bratem Stanisławem. W 1493 w wyniku podziału majątku Mikołaj otrzymał w Smogorzewie dwór, sołectwo, 2,5 łana osiadłego, opustoszały łan zwany „Krutowski”, staw obok drugiego stawu zwanego „Miaskowskim”, połowę stawu „Nadolnego”, 1/4 młyna zbożowego z 1/4 stawu, połowę łąki „Wielga Łąka”, połowę ról zwanych nowiny koło „Węglisk”, połowę lasów i borów oraz połowę Leciejewa. Stanisław Smogorzewski natomiast otrzymał w Smogorzewie 4 łany osiadłe, łan opuszczony zwany „Pośledni Kęs”, karczmę, zagrodę opuszczoną przy łanie „Wieczorkowskim”, wiatrak, 1/4 młyna z 1/4 stawu, połowę stawu „Nadolnego”, 1/4 jeziora „Błotko”, połowę łąki zwanej „Wielga Łąka”, połowę ról zwanej nowiny koło Węglisk, połowę lasów i borów oraz połowę Leciejewa. W 1495 Stanisław Smogorzewski sprzedał swojemu bratu Mikołajowi część Smogorzewa z zastrzeżeniem prawa wykupu za 40 florenów. .
W 1510 Wojciech oraz Ambroży Miaskowscy otrzymali w podziale majątku od brata Andrzeja połowę Miaskowa, całe Kleszczewo koło Krzywinia, połowę Smogorzewa z dworem oraz połowę Bodzewa. W 1517 Ambroży zapisał swojej żonie Annie córce Mikołaja Kociuskiego po 100 florenów węgierskich posagu oraz wiana na połowie swojej części Smogorzewa. 
W początku XVI wieku dziedzicami we wsi byli Piotr i Marcin Smogorzewscy. W 1512 zostali oni pozwani przez Andrzeja Dąbrowskiego z Dąbrówki o to, że nie wydali mu zbiegłego z Bodzewa kmiecia Grzegorza Obrosłka, który uciekł z jego majątku zabierając 4 konie, 4 krowy, 6 macior, 6 wieprzów oraz inny inwentarz wartości 10 grzywien. Na tej podstawie sąd przyznał Andrzejowi wwiązanie w Smogorzewo na kwotę 20 grzywien.
W 1522 Marcin Górzyński zapisał swojej żonie Małgorzacie córce Jana Chociszewskiego po 90 grzywien posagu oraz wiana na połowie dóbr w Smogorzewie i Górznie należnych mu w działach z bratem Piotrem. W 1523 dziedzicami połowy wsi byli bracia Górzyńscy Marcin i Piotr, którzy posiadali miejscowość na zasadzie niedziału i którzy sprzedali ją Dorocie Strzeleckiej żonie Jana Dobczyńskiego za sumę 324 grzywien. W 1525 Wawrzyniec Strzelecki zapisał swojej żonie Agnieszce Siedleckiej po 300 florenów posagu oraz wiana na połowie dóbr w Strzelcach, Smogorzewie oraz Bodzewie. W 1528 Wawrzyniec Strzelecki wraz z żoną Agnieszką sprzedali Bartłomiejowi Krzyżanowskiemu swoją część Smogorzewa za 300 grzywien. W 1529 córka Doroty Strzeleckiej Zofia sprzedała Bartłomiejowi Krzyżanowskiemu swe dobra po matce w Smogorzewie za 200 grzywien.
Historyczne dokumenty odnotowały również zwykłych mieszkańców wsi. W 1493 wspomniano kmieci Piotra, Marcina Warszela, Sasina Wawrzyńca, Mikołaja Półpanka, Obrosłka siedzących na łanach, a także sołtysa gospodarującego na łanie Wieczorkowskim, Wojciecha Codedo gospodarującego na połowie łana, karczmarza Wojciecha Orła, zagrodnika Jakuba, a także opuszczony łan zwany Krutowski. W 1512 wspomnani zostali Grzegorz Obrosłek zbieg z Bodzewa do Smogorzewa, Piotr oraz Marcin. W 1585 wspomniani kmiecie to Błażek, Szczęsny, Szymon, Kuba, Stach oraz Bogusz, każdy gospodarujący na jednym śladzie roli, zagrodnicy Kuba i Jędrzej. Wspomniano także opustzczony ślad Sobierajewski, opustoszałe siedlisko Świerzbieniewskie, płosę Badajową oraz inne miejsce leżące za Badajem.
Miejscowość odnotowano również w historycznych rejestrach poborowych. W 1510 wieś miała 6,5 łana, w tym 3 łany osiadłe, dwa opuszczone. W 1535 miał miejsce pobór podatków od opuszczonej karczmy. W 1530 pobór odbył się od 6 łanów oraz 3 grosze od karczmy. W 1563 pobrano podatki od 10 i 1/4 łana, młyna dziedzicznego o dwóch kołach walnych, 8 komorników, jednej karczmy dorocznej oraz od dwóch rzemieślników. W 1566 pobrano podatki z działu Jana Miaskowskiego od 7 łanów osiadłych, 4 zagrodników, młyna dziedzicznego o dwóch kołach walnych, karczmy dorocznej z kwartą roli, dwóch komorników z bydłem, trzech komorników bez bydła. Z działu wsi należącej do Wojciecha i Bartłomieja Krzyżanowskich pobrano podatek od dwóch łanów osiadłych, dwóch zagrodników oraz jednego komornika. W 1580 miał miejsce pobór z działu Macieja Krzyżanowskiego od 3 łanów osiadłych, jednego najemnego robotnika zwanego ratajem, jednego komornika z bydłem, jednego rzemieślnika, trzech zagrodników z rolami, a z działu Macieja Miaskowskiego pobrano podatki od 4 łanów osiadłych oraz dwóch zagrodników z rolami.
Do czasu rozbiorów leżała w Rzeczypospolitej Obojga Narodów. Wskutek II rozbioru Polski w 1793, miejscowość przeszła pod władanie Prus i jak cała Wielkopolska znalazła się w zaborze pruskim. W okresie Wielkiego Księstwa Poznańskiego (1815-1848) miejscowość należała do wsi większych w ówczesnym pruskim powiecie Kröben (krobskim) w rejencji poznańskiej. Smogorzewo należało do okręgu gostyńskiego tego powiatu i stanowiło odrębny majątek, którego właścicielem był wówczas (1846) Stanisław Błociszewski. Według spisu urzędowego z 1837 roku wieś liczyła 231 mieszkańców, którzy zamieszkiwali 27 dymów (domostw). W skład majątku Smogorzewo wchodziły wówczas jeszcze trzy folwarki: Hiacyntowo (17 osób w jednym domostwie), Ługi (2 domy, 16 osób) i Talary (7 domyów, 68 osób).
W latach 1975–1998 miejscowość położona była w województwie leszczyńskim.
Pochodził stąd barokowy poeta Kasper Miaskowski.
Zobacz też: Smogorzewo, Smogorzewo Pańskie, Smogorzewo Włościańskie